# Драгослав Аврамович
Драгослав Аврамович (на сръбски: Драгослав Аврамовић) е сръбски икономист.

## Биография
Роден е на 14 октомври 1919 година в Скопие, тогава Кралство Югославия, днес в Северна Македония. Завършва гимназия в родния си град. През 1956 година получава докторска степен по икономически науки от Юридическия факултет на Белградския университет.
От 1953 до 1977 година работи като икономист в Международната банка за възстановяване и развитие. От 1994 до 1996 година е управител на Народната банка на Югославия.
През 1994 година е избран за дописен член на Сръбската академия на науките и изкуствата.
Умира на 26 февруари 2001 година в град Роквил, щата Мериленд, САЩ. Погребан е в Белград.

## Дейност в Югославия
Преди да се присъедини към Световната банка, Аврамович е лектор в Белградския университет и работи последователно в Народната банка на Югославия и Министерството на финансите. След това се установява в САЩ.
През 1992 година се завръща в Югославия. Съветва правителството на Слободан Милошевич във време на икономическа криза, вследствие на санкциите на ООН и огромна инфлация. Придобива голяма популярност след като осъществява икономическа реформа, която овладява инфлацията и стабилизира местната валута. В резултат е назначен за управител на Народната банка. Освободен е от поста, след като отказва да отпечата допълнително количество валута, което да се използва за спасяване на държавните предприятия от банкрут. В алтернатива предлага да се извършат пазарно-ориентирани икономически реформи.
След освобождаването си като управител на Народната банка, критикува икономическата политика на правителството и лично Слободан Милошевич. Голямата му популярност сред народа и критичната му позиция към Милошевич го превръщат в символичен лидер на опозиционните партии. През 1996 година не успява да се яви като лидер на опозиционната коалиция „Заедно“ на местните федерални избори поради влошено здраве. През 2000 година той е един от двамата кандидати, заедно с Воислав Кощуница, за които се вярва, че могат да победят Милошевич на изборите. Отказва да участва в изборите заради своето здраве и напреднала възраст.